# Кагосима (префектура)
Каго́сима (яп. 鹿児島県 Кагосима-кэн) — префектура, расположенная в регионе Кюсю на острове Кюсю, Япония. Административный центр префектуры — город Кагосима, неподалёку от которого расположен первый японский космодром — космический центр Утиноура. Площадь префектуры составляет 9188,82 км², население — 1 669 472 человека (1 августа 2014), плотность населения — 181,69 чел./км².

## Символика

Старая эмблема префектуры (1967—1994)

Первая эмблема префектуры была провозглашена в марте 1967 года. В марте 1994 года она была заменена новой, символизирующей волны и ветер.
Цветком префектуры в 1954 году был выбран рододендрон, а птицей — пурпурная сойка (1965). С 1966 по 1969 деревом префектуры была эритрина петушиный гребень (Erythrina crista-galli), с 1970 — камфорное дерево.

## Общие сведения
Префектура Кагосима расположена на юге острова Кюсю. Ей принадлежат многочисленные острова в Восточно-Китайском море, крупнейшими из которых являются Танегасима, Якусима и острова Амами. Есть действующий вулкан Сакурадзима. Летом и осенью префектура часто страдает от тайфунов.
Современная Кагосима занимает территорию исторических провинций Сацума и Осуми. Однако общественно-политическим и экономико-культурным центром префектуры выступала первая из них. С 12 по 19 века Кагосима принадлежала воинственному самурайскому роду Симадзу, войска которого принимали участие во всех крупных японских войнах, а также вылазках за границу в Корею и Рюкю. Самураи из этого рода способствовали реставрации Мэйдзи 1868 года и стояли у истоков формирования Императорского флота Японии.
Экзотическая природа и богатая история сделали Кагосиму популярным местом для туристов. На территории префектуры находится остров Якусима, занесённый в число объектов Всемирного наследия ЮНЕСКО, вулканы Кирисима, а также многочисленные ванны онсэн на термальных водах.

## История

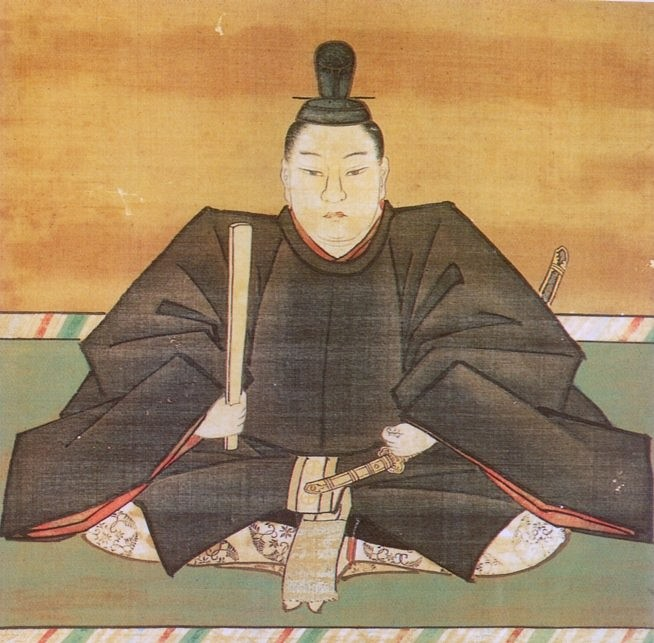
Симадзу Ёсихиро, герой Корейской войны 1592—1598 гг., организатор успешного отступления войск Симадзу в битве при Сэкигахаре в 1600 году.

- 8 век: основание провинций Сацума и Осуми на территории покоренных автохтонов хаято.
- 1185: назначение главы рода Симадзу управляющим небольшого имения Симадзу в Сацуме. Постепенно этот род подчинил себе всю Сацуми.
- 1543: прибытие португальцев на Танегасиму, появление огнестрельного оружия в Японии.
- 1574: Симадзу уничтожили соседний род Кимоцуки и присоединили к Сацуме провинцию Осуми.
- 1575: Симадзу уничтожили соседний род Ито и присоединили к Сацуме провинцию Хюга.
- 1587: Симадзу объединили под своей властью весь остров Кюсю, но были атакованы силами правителя Японии Тоётоми Хидэёси. По приказу последнего их владения были урезаны до Сацумы, Осуми и Хюги.
- 1592—1598: Симадзу принимают участие в Корейской войне Хидэёси. За отличные боевые качества Симадзу получили прозвище «черти».
- 1600: Симадзу проиграли вместе с Западной коалицией в битве при Сэкигахаре, но сохранили свои владения, признав при этом верховную власть сёгунов Токугава. Основано княжество Сацума.
- 1609: Симадзу завоевывают Королевство Рюкю, оставляя ему формальную независимость. Торговля с этим королевством, которое в Восточной Азии имело монопольное право на проведение многократных торговых операций с Китаем, превращает княжество Сацума в одно из самых богатых в Японии.
- 1779: извержение Сакурадзимы.
- 1868: Симадзу принимают активное участие в реставрации Мэйдзи и входят в состав нового Императорского правительства.
- 1871: в ходе реформы Японской империи на базе княжества Сацума создается префектура Кагосима, в её состав вошли земли провинций Сацума, Осуми и Хюга.
- 1877: вспыхивает Сацумское восстание под руководством Сайго Такамори.
- 1883: из состава префектуры Кагосима выделяется префектура Миядзаки, в её состав вошли земли провинции Хюга.
- 1945: оккупация войсками США.
- 1952: США возвращают Японии острова Токарай.
- 1953: США возвращают Японии острова Амами.

## Административно-территориальное деление
В префектуре Кагосима расположено 19 городов и 8 уездов (20 посёлков и 4 села).

### Города
Список городов префектуры:
- Аира;
- Акуне;
- Амами;
- Ибусуки;
- Идзуми;
- Иса;
- Итикикусикино;
- Кагосима;
- Каноя;
- Кирисима;
- Макурадзаки;
- Минамикюсю;
- Минамисацума;
- Нисиноомоте;
- Сацумасендай;
- Сибуси;
- Соо;
- Тарумидзу;
- Хиоки.

### Уезды
Посёлки и сёла по уездам:
- Кагосима;
  - Мисима;
  - Тосима;
- Сацума;
  - Сацума;
- Идзуми;
  - Нагасима;
- Аира;
  - Юсуй;
- Соо;
  - Осаки;
- Кимоцуки;
  - Кимоцуки;
  - Кинко;
  - Минамиосуми;
  - Хигасикусира;
- Кумаге;
  - Минамитане;
  - Накатане;
  - Якусима;
- Осима;
  - Амаги;
  - Вадомари;
  - Йорон;
  - Исен;
  - Кикай;
  - Сетоути;
  - Тацуго;
  - Тина;
  - Токуносима;
  - Укен;
  - Ямато.

## Транспорт
- Кагосима (аэропорт)